# Przygłów

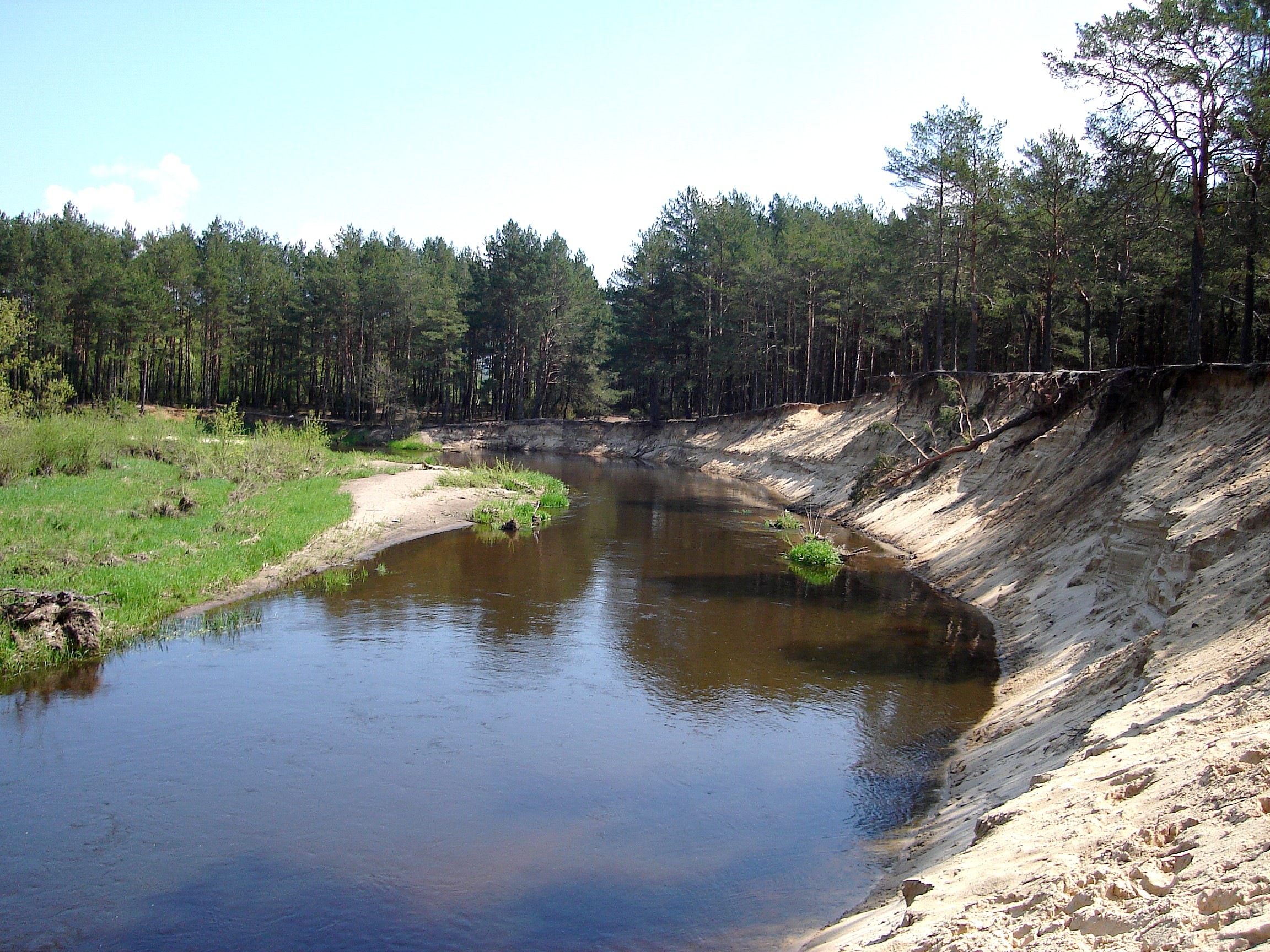
Przygłów, rzeka Luciąża

Przygłów – wieś w Polsce położona w województwie łódzkim, w powiecie piotrkowskim, w gminie Sulejów.
Wieś duchowna, własność opactwa cystersów w Sulejowie położona była w końcu XVI wieku w powiecie piotrkowskim województwa sieradzkiego.
Wieś leży nad rzekami Luciążą i Strawą. W pobliżu znajduje się Zalew Sulejowski.
Z Przygłowem związany był Jerzy Fuchs (1920–1942), polski malarz pochodzenia żydowskiego, urodziła się tu pisarka Seweryna Szmaglewska.
W miejscowości istnieje klub piłkarski, założony 29 września 2003, pod nazwą Luciążanka. Od początku swego istnienia występuje w Piotrkowskiej B klasie.
W latach 1954-1972 wieś była siedzibą gromady Przygłów. W latach 1975–1998 miejscowość administracyjnie należała do województwa piotrkowskiego.
We wsi była stacja kolei wąskotorowej Przygłów